# Domn

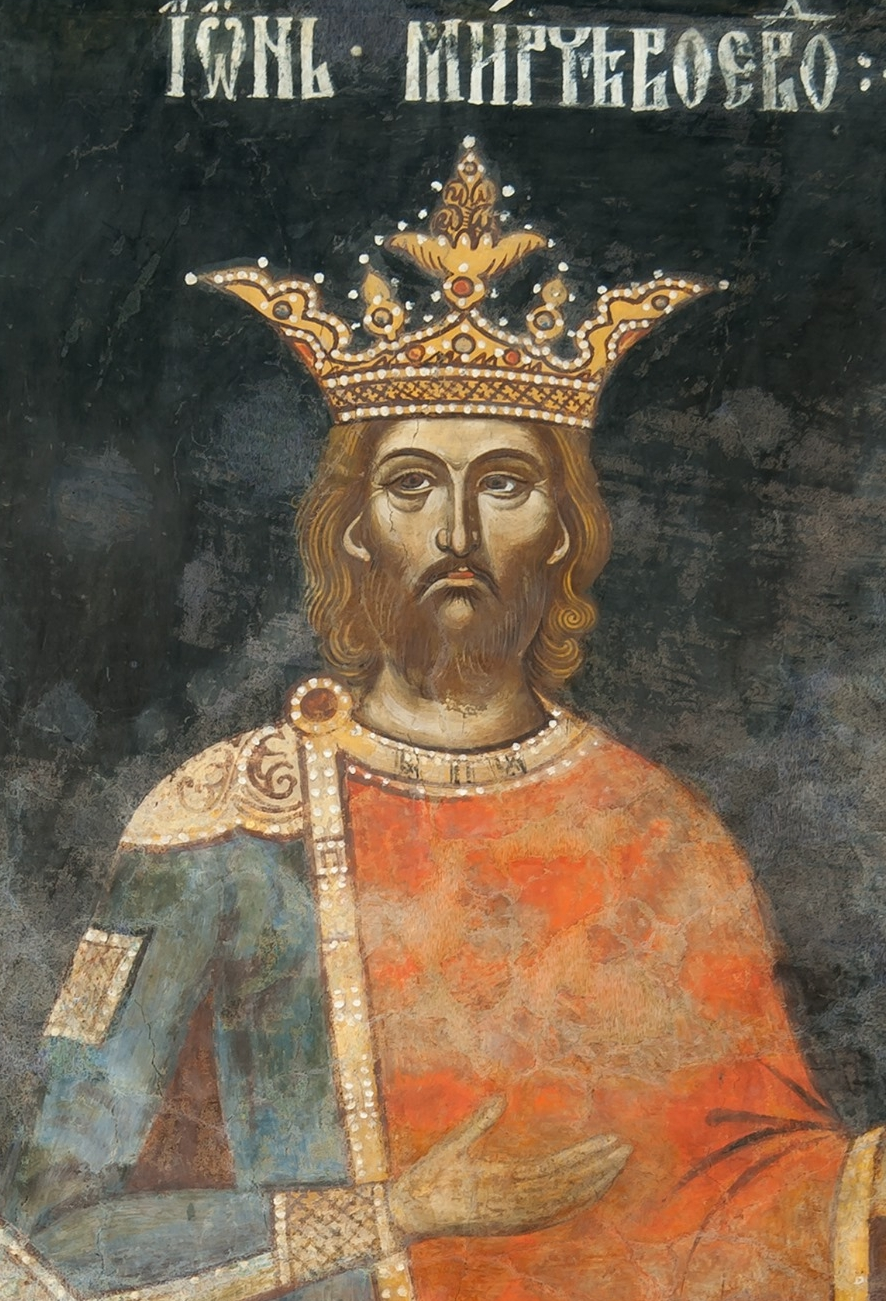
Mircea cel Bătrân, domnul Țării Românești

Domnul era conducătorul statului, în Țara Românească și în Moldova, în timpul Evului mediu. Divinitatea reprezenta sursa de legitimitate a instituției domniei, titulatura domnească extinsă cuprinzând adesea formula „prin mila lui Dumnezeu”. Titulatura domnului cuprindea și titlul de (mare) voievod.
Principalele atribute ale domnului erau conducerea aparatului de stat, conducerea armatei, conducerea politicii externe (inclusiv declararea războiului și încheierea păcii, semnarea de tratate), dreptul de a bate monedă. Domnul era de asemenea ultima instanță de judecată. Conform părerii unei părți din specialiști, domnul ar fi avut și dreptul de stăpânire supremă a întregului teritoriu al țării, așa-numitul dominium eminens.
Atribuțiile de politică externă s-au diminuat considerabil odată cu intrarea Moldovei și a Țării Românești sub suzeranitatea Imperiului Otoman, domnia fiind asimilabilă unei înalte dregătorii în ierarhia imperiului. 
La începutul secolului al XVIII-lea, Poarta a impus regimul domniilor fanariote, care aveau să dureze circa un secol. În secolul al XIX-lea, odată cu unirea celor două principale, șeful statului a dobândit titlul de domnitor.

## Titulatura

### Origini
Suveranul țării purta titlul de domn,  din latinescul dominus, adică stăpân. Termenul dominus cu semnificația de conducător a intrat în circulație în limba latină în timpul împăratului Aurelian, până la acel moment făcând referire la poziția de pater familias (de la domus, casă). Asemenea unui pater familias, un dominus avea putere absolută asupra statului și a poporului, ulterior aceasta fiind legitimizată în Antichitatea târzie și în Epoca Bizantină de Divinitate. 
Titlul în sine a fost adoptat de români de la bizantini, atribuțiile juridice și politice fiind asemănătoare cu cele ale Împăraților bizantini.

### Atribuții
Domnul era stăpânul recunoscut al țării, căreia i se închinau boierii, în calitate de vasali. În ceremonialul înscăunării un rol important îi revenea închinării, care se manifesta prin sărutarea mâinii de către boieri. Domnul era singur stăpânitor, adică „samodârjeț” în slavona documentelor de cancelarie, termen care echivala cu grecescul autocrator. Acest termen reflectă situația de independență, chiar dacă de multe ori era doar o aspirație din cauza presiunilor externe. Domnul era echivalentul unui monarh absolut sau al unui rege din evul mediu. Avea comanda armatei, bătea monede, semna tratate și folosea însemne de regalitate: coroană, sceptru, tron iar adresarea se făcea cu termenii „Măria Ta”. Mănăstirile din Moldova și Țara Româneasca au pictați domnii acestor țări purtând coroană regală.
Un alt titlu purtat de domnii Țărilor Române a fost cel de mare voievod, adică comandant militar. Marele voievod era căpetenia voievozilor locali, care și-au unificat formațiunile lor politice și au constituit țara.
„Domnul de pe tron are în primul rând dreptul, în formularul diplomatic, la toate atributele de maiestate: eu, noi, Io, voievod
și la atribute de suveranitate: mare voievod, domn de sine stăpânitor și la formula sacră: din mila lui Dumnezeu” 
„În Tetraevanghelul de la Humor, țar (împărat) înlocuiește pe gospodin, ca și cum ar vrea să spună că, în momentul redactării însemnării, funcțiunea (calitatea) de împărat fusese asumată de Ștefan voievod, domnul Țării Moldovlahiei”
Înaintea numelui domnului s-a aflat și particula Io. Majoritatea istoricilor consideră că Io ar fi prescurtarea numelui „Ioan”, adică „cel dăruit de Dumnezeu” cu domnia sau cel ales de Dumnezeu pentru a domni.
Domnii Țării Românești care au stăpânit Țara Făgărașului și Țara Amlașului din Transilvania au mai purtat și titlul de herțeg, adică duce. Acest titlu le-a fost conferit de către regii Ungariei, cei care le-au dăruit aceste posesiuni în Transilvania cu drept temporar, limitat de credința față de rege.

## Atribuțiile domniei
Domnul era echivalentul unui monarh absolut sau al unui rege. El era conducătorul administrației statului, îi numea pe marii dregători, înființa noi dregătorii și poruncea acestor funcționari în chestiunile legate de administrarea țării. 
Era comandantul suprem al oștii, care putea mobiliza oastea cea mare a țării; uneori atribuțiile militare puteau fi delegate unor demnitari care conduceau contingentul militar.
Avea inițiativa și răspunderea în planul politicii externe; declara război și pace (desigur după consultarea stărilor), încheia tratate de pace, de alianță și de vasalitate.
Era judecătorul suprem al țării, asistat de Sfatul domnesc și urmând cutuma țării.

## Însemnele domniei
- Coroana - era deschisă, prevăzută cu cinci colțuri fleuroane, câteodată trilobată, ornată cu pietre prețioase.
- Buzduganul - era purtat în cadrul ceremoniilor de spătar.
- Sceptrul, sau marele sceptru - era un toiag sau baston ornamentat.

## Succesiunea la tron
În Țările Române succesiunea la domnie a fost ereditar-electivă, adică orice membru al familiei domnitoare putea deveni domn, dacă era ales de către stările țării. În cazul în care candidatul era impus prin forța armelor, fie de către ei înșiși, fie de către o putere externă, se respecta măcar formal dreptul boierilor de a-și alege domnul. Pentru a asigura tronul pentru urmaș, domnul apela la asocierea la domnie a fiului său încă din timpul vieții sale. Asocierea la domnie era realizată cu acordul sfatului domnesc. Domnului asociat i se delegau o parte dintre atribuțiile suverane, pentru că guverna împreună cu domnul titular.
În Țara Românească domnul a fost confirmat de sultan încă din prima jumătate a secolului al XV-lea. După instaurarea regimului dominației otomane la mijlocul secolului al XVI-lea, puterea suzerană, Poarta a numit domnii dintre membrii familiilor domnitoare, acordându-i însemnele puterii: caftanul, buzduganul, calul și steagul. Boierii au fost nevoiți să accepte schimbarea impusă de puterea suzerană.
Datorită faptului că toți descendenții familiilor domnitoare aveau dreptul la tron, luptele pentru tron au fost o caracteristică permanentă a vieții politice a Țărilor Române. Chiar și domniile lungi și autoritare s-au confruntat cu pretendenți sprijiniți de o parte a boierimii și de una dintre puterile din vecinătate. Acest sistem ereditar-electiv de transmitere a coroanei a permis creșterea rolului puterilor străine în destinele țării, care alimentau pretențiile candidaților la domnie pentru a-și impune suzeranitatea.